# Архиепископија београдско-карловачка
Архиепископија београдско-карловачка је средишња епархија Српске православне цркве. Епархијски катедрални храм је Саборна црква у Београду, а архијереј је патријарх Порфирије. Епархијско подручје обухвата град Београд и непосредну околину, са Земуном.
Под епархијском јурисдикцијом Архиепископије београдско-карловачке налази се осам манастира, од којих је један ставропигијални (Пећка патријаршија). Остали епархијски манастири су: Рајиновац, Раковица, Сланци, Манастир Ваведење Пресвете Богородице на Сењаку, Манастир Светог архангела Гаврила у Земуну, Манастир Светог Христофора код Обреновца и Манастир Дробњаци (у изградњи). Епархијско подручје Архиепископије београдско-карловачке граничи се са подручјима шест суседних епархија: Ваљевском, Шабачком, Сремском, Банатском, Браничевском и Шумадијском.

## Историја

### Античка епископија
Историја раног хришћанства у античком Сингидунуму (данашњем Београду) посведочена је наративним изворима и археолошким налазима. Почетком 4. века, у Сингидунуму су пострадали Свети Ермил и Стратоник. Током 4. и 5. века, постојала је древна Сингидунумска епископија, чији су епископи Урсакије и Секундијан били непосредно укључени у спорове око аријанства. Почевши од 535. године, ова епископија је била потчињена новоустановљеној архиепископији чије се средиште налазило у граду Јустинијана Прима. Сингидунум је 584. године тешко пострадао од Авара, а недуго потом је дошло и до коначне пропасти царске власти у читавој области, услед чега су почетком 7. века запустеле многе старе епископије.

### Средњовековна епископија и митрополија
Београдска епархија је обновљена током 9. века. Први познати београдски епископ из тог времена био је Сергије, који се помиње 878. године. Током 11. и 12. века, за време обновљене византијске власти, Београдска епископија је била у саставу православне Охридске архиепископије. Крајем 13. века, бивши српски краљ Стефан Драгутин је од угарског краља добио на управу Београд са Мачвом. Тада је извршено укључивање Београдске епископије у састав Српске архиепископије са средиштем у Пећи. Поуздани изворни подаци о делатности тадашњих београдских православних владика потичу из 1290. и 1315. године. У то време, Београдска епархија је називана и Мачванском.
На самом почетку 15. века, српски деспот Стефан Лазаревић је од угарског краља Жигмунда добио Београд са Мачвом и разне поседе широм Угарске. Тада је у Београду уређен нови митрополитски двор, а Београдска епархија је постала једна од најзначајнијих епархија Српске патријаршије. Српски патријарси су у деспотовој престоници Београду постављали православне митрополите који су развили пастирски рад на ширем подручју средњег Подунавља. Током 15. века, број православних Срба у подунавским и прекодунавским областима се стално увећавао услед досељавања становништва из јужних српских, ратом угрожених области. Повратком Београда под угарску власт (1427), београдски митрополити су постали непосредни поданици угарског краља и сматрани су духовним старешинама свих православних Срба у тадашњој јужној Угарској. Њихова надлежност се временом проширила далеко према северу, све до области Мармароша коју су настањивали православни Русини, што је посведочено повељом угарског краља Матије Корвина из 1479. године, која је додељена тадашњем београдском митрополиту Јоаникију.
До тог времена, православни Срби су већ увелико постали веома бројни у областима јужне Угарске. Угарски краљ Матија је 1481. године посебном одлуком ослободио православне Србе у читавој тадашњој Угарској од плаћања десетка латинским бискупима. Његов наследник, угарски краљ Владислав II је новом одлуком из 1495. године потврдио ослобађање православних Срба, Румуна и Русина у Угарској од плаћања десетка латинском свештенству. Београдско-сремски митрополит Максим Бранковић, који је умро 1516. године, сматран је духовним поглаваром свих православних Срба у јужној Угарској. У Музеју Српске православне цркве у Београду налази се сачувана архијерејска митра из 1546—1547. године, дар деспотице Катарине, удовице деспота Стефана Бериславића, београдском митрополиту Лонгину.

### Београдско-сремска епархија
Након турског освајања Београда (1521) и победе на Мохачу (1526) дошло је до знатних промена у црквеном уређењу. Београдска епархија је привремено потпала под надлежност Охридске архиепископије. Управо у то време пада покушај смедеревског митрополита Павла да обнови самосталност Српске патријаршије. Иако његов покушај није успео, замисао није напуштена и коначно је остварена 1557. године, када је заслугом српског патријарха Макарија I извршена коначна обнова Српске патријаршије са средиштем у Пећи. Тада је дошло до новог преуређења јерархијских односа на бившим угарским подручјима. Од тог времена, Београдско-сремска епархија се налазила у саставу обновљене Српске патријаршије, а њени архијереји су током 16. и 17. века носили титулу митрополита и повремено су имали помоћне епископе за област Срема.
Током Дугог рата (1593—1606) на подручју средњег Подунавља дошло је до масовног покрета православних Срба, познатог као Банатски устанак, што је послужило Турцима као повод да у Београд донесу и на Врачару спале мошти Светог Саве. За време Бечког рата (1683—1699) хабзбуршка војска је 1688. године преотела Београд од Турака. У то време, београдско-сремски митрополит био је Симеон Љубибратић који је 1690. године заједно са српским патријархом Арсенијем III избегао у Угарску. До краја рата (1699), епархија је остала подељена на јужни део под турском и северни део под хабзбуршком влашћу. Нови српски патријарх Калиник I је на турској страни поставио новог београдског митрополита Михаила, док је стари српски патријарх Арсеније III на хабзбуршкој страни поставио Стефана Метохијца, који је најчешће боравио у Сремским Карловцима.
Београдско архијерејско намесништво је новом регулацијом 1934. повећало број парохија са 41 на 56 у самом градском атару, а додата су му и суседна села и град Панчево — укупно 14 црквених општина и 64 парохије.

## Београдски јерарси

### Старији београдски епископи и митрополити
| Портрет | Име и презиме          | Време службе                             | Напомене |
| ------- | ---------------------- | ---------------------------------------- | --- |
|         | Сергије                | (око 878)                                | епископ београдски |
|         | Јован                  | (око 1317)                               | епископ мачвански, односно београдски |
|         | Исидор                 | (око 1415—1423)                          | савременик деспота Стефана Лазаревића |
|         | Григорије              | (око 1438—1440)                          | савременик деспота Ђурђа Бранковића |
|         | Јоаникије              | (око 1479)                               | добио повељу од угарског краља Матије Корвина                                                                                             |
|         | Филотеј                | (постављен 1481)                         | савременик титуларног деспота Вука Бранковића                                                                                             |
|         | Теофан                 | (око 1509)                               | успоставио непосредне везе са руским владарима                                                                                            |
|         | Свети Максим Бранковић | (умро 1516)                              | митрополит београдски и сремски |
|         | Роман                  | (око 1532)                               | под Охридском архиепископијом |
|         | Лонгин                 | (око 1545—1548)                          | под Охридском архиепископијом |
|         | Јаков                  | (1560—1561)                              | београдско-сремски архиепископ |
|         | Серафим                | (пре 1588)                               | митрополит београдско-сремски |
|         | Макарије               | (1588—1589)                              | митрополит београдски и сремски |
|         | Лука                   | (око 1596)                               | митрополит београдски и сремски |
|         | Јоаким                 | (око 1607—1611)                          | митрополит београдски и сремски |
|         | Висарион               | (1612), син родитеља Георгија и Станачје | митрополит београдски и сремски |
|         | Авесалом               | (око 1631—1632)                          | митрополит београдски и сремски |
|         | Иларион                | (око 1644—1662)                          | митрополит београдски и сремски |
|         | Јефрем                 | (око 1662—1672)                          | митрополит београдски и сремски |
|         | Елевтерије             | (око 1673—1678)                          | митрополит београдски и сремски; родом из сремског села Лежимира; био у Русији 1684.; умро 5. фебруара 1689. године у манастиру Шишатовцу |
|         | Пајсије                | (око 1680—1681)                          | митрополит београдски и сремски |
|         | Симеон Љубибратић      | (1682—1690)                              | прешао 1690. у Угарску заједно са патријархом Арсенијем III                                                                               |
|         | Михаило I              | (око 1699—1705)                          | постављен од новог патријарха Калиника I                                                                                                  |
|         | Мојсије Петровић       | (1713—1730)                              | од 1718. под хабзбуршком влашћу, а од 1726. такође и митрополит карловачки                                                                |
|         | Викентије Јовановић    | (1731—1737)                              | митрополит београдски и карловачки |
|         | Софроније              | (1739—1745)                              | Грк, Београдска епархија поново враћена под непосредну управу Српске патријаршије 1739.                                                   |
|         | Вићентије Стефановић   | (1746—1758)                              | Србин |
|         | Калиник                | (1759—1761)                              | Грк, био 1759. и 1766. године ктитор манастира Каленића                                                                                   |

### Под Цариградском патријаршијом (1766—1831)
| Портрет | Име и презиме       | Време службе | Напомене |
| ------- | ------------------- | ------------ | --- |
|         | Јеремија Папазоглу  | (1761—1784)  | Грк, укинута Пећка патријаршија 1766. и митрополија припојена Цариградској патријаршији, оставку поднео 1784. правдајући то старости; ктитор манастира Каленића 1766. године                             |
|         | Дионисије Папазоглу | (1784—1791)  | Грк, када је дошло до избијања последњег хабзбуршко-османског рата (1788—1791), он је још пре пада Београда пребегао на хабзбуршку страну, од почетка рата, ставио у службу хабзбуршке ратне пропаганде. |
|         | Методије            | (1791—1801)  | Грк, ухапшен је и одузета му је сва имовина и затим је погубљен 27. фебруара 1801. године по (вољи дахија) наређењу Хаџи Мустафа-паше за његово безаконије и преступљеније                               |
|         | Леонтије Ламброс    | (1801—1813)  | Грк, родом из Једрена, био протосинђел код митрополита Методија, са устаничким врхом отишао је 1813. године у емиграцију, где је умро 1822. године у Кишињеву                                            |
|         | Дионисије II        | (1813—1815)  | Грк |
|         | Агатангел           | (1815—1825)  | Грк из Једрена, касније Цариградски Патријарх |
|         | Кирило              | (1825—1827)  | Грк, родом из Криве Паланке |
|         | Антим               | (1827—1831)  | Грк |

### Поглавари Београдске митрополије (1831—1920)
Пуна титула: архиепископ београдски и митрополит Србије.
| Портрет | Име и презиме       | Време службе | Напомене                                                           |
| ------- | ------------------- | ------------ | ------------------------------------------------------------------ |
|         | Мелентије Павловић  | (1831—1833)  | Србин, први самоуправни архиепископ београдски и митрополит Србије |
|         | Петар Јовановић     | (1833—1859)  |                                                                    |
|         | Михаило Јовановић   | (1859—1881)  | 1879. митрополија је добила аутокефалност                          |
|         | Теодосије Мраовић   | (1881—1889), |                                                                    |
|         | Михаило Јовановић   | (1889—1898), | Поново београдски митрополит                                       |
|         | Инокентије Павловић | (1898—1905), |                                                                    |
|         | Димитрије           | (1905—1920), | 1920. изабран за српског патријарха                                |

### Поглавари Српске патријаршије (од 1920)
Пуна титула: архиепископ пећки, митрополит београдско-карловачки и патријарх српски.
| Слика | Име                  | Датум рођења        | Датум смрти        | Време службе |
| ----- | -------------------- | ------------------- | ------------------ | ------------ |
|       | Димитрије (Павловић) | 28. октобар 1846.   | 6. април 1930.     | 1920—1930    |
|       | Варнава (Росић)      | 10. септембар 1880. | 23. јул 1937.      | 1930—1937    |
|       | Гаврило (Дожић)      | 17. мај 1881.       | 7. мај 1950.       | 1938—1950    |
|       | Викентије (Проданов) | 23. август 1890.    | 5. јул 1958        | 1950—1958    |
|       | Герман (Ђорић)       | 19. август 1899.    | 27. август 1991.   | 1958—1990    |
|       | Павле (Стојчевић)    | 11. септембар 1914. | 15. новембар 2009. | 1990—2009    |
|       | Иринеј (Гавриловић)  | 28. август 1930.    | 20. новембар 2020. | 2010—2020    |
|       | Порфирије (Перић)    | 22. јул 1961.       |                    | 2021—        |

## Манастири
Поред два ставропигијална манастира (Манастир Пећка патријаршија и Манастир Светог Саве у Либертивилу), Архиепископија београдско-карловачка има и седам епархијских манастира:
- Манастир Рајиновац,
- Манастир Раковица,
- Манастир Сланци,
- Манастир Ваведења Пресвете Богородице на Сењаку,
- Манастир Светог Арханђела Гаврила у Земуну,
- Манастир Светог Христофора у Мислођину код Обреновца,
- Манастир Дробњаци (у изградњи).

- Манастир Раковица
- Манастир Рајиновац

## Цркве
Списак храмова Архиепископије београдско-карловачке:
1. Црква Рођења Пресвете Богородице (Црква Ружица) и Капела Свете Петке (почетак 15. века) на Калемегдану
2. Црква Преноса моштију Светог оца Николаја у Земуну (1745)
3. Црква Рођења Пресвете Богородице (1783) у Земуну
4. Црква Светог пророка Илије (1833) у Миријеву
5. Црква Преноса моштију Светог оца Николаја (1833) у Остружници
6. Црква Свете Марије Магдалене у Белом Потоку
7. Црква Светог деспота Стефана Лазаревића на Авали
8. Црква Светих апостола Петра и Павла (1834) у Врчину
9. Црква Светог архиђакона Стефана (1834) у Великом Селу
10. Црква Светог арханђела Михаила — Саборна црква (1837—40)
11. Црква Преноса моштију Светог оца Николаја (1839) у Вишњици
12. Црква Свете Тројице (1842) у Земуну
13. Црква Светих апостола Петра и Павла (1856) у Винчи
14. Црква Рођења Пресвете Богородице (1858) у Великој Моштаници
15. Црква Вазнесења Господњег (1863)
16. Црква Свете Тројице (1870) у Ритопеку
17. Црква Светог Димитрија (1876) у Земуну (на Земунском гробљу)
18. Црква Светог Георгија у Бежанији (1876) у Бежанији на Новом Београду
19. Црква Успења Пресвете Богородице (1883. обновљен 1983) у Умчарима
20. Црква Свете Тројице (1883) на Неимару
21. Црква Свете Тројице (1883) у Гроцкој
22. Црква Свете Тројице (1885) у Заклопачи
23. Црква Преноса моштију Светог оца Николаја (1893) код Новог гробља
24. Црква Свете Тројице (1894) у Рипњу,
25. храм Светог мученика Трифуна (1903) на Топчидерском гробљу
26. Црква Светог Стефана Дечанског (1905) у Железнику
27. Црква Светог цара Константина и царице Јелене (1911, поново подигнут 1971) на Вождовцу
28. Црква Свете Тројице (1924) у Кумодражу
29. Црква Светог Ђорђа (Баново брдо) (1932) на Бановом Брду
30. Црква Покрова Пресвете Богородице (1929) у Баричу
31. Црква Светог Александра Невског (1930) на Дорћолу
32. Велики храм Светог Саве на Врачару (још незавршен)[52]
33. Црква Свете Тројице (1935) у Београду
34. Црква Светог великомученика кнеза Лазара (1936) на Звездари
35. Црква Светог Вазнесења Господњег (1938) у Жаркову
36. Црква Светог апостола и јеванђелиста Марка (1939) на Ташмајдану
37. Црква Светог архангела Гаврила (1939)
38. Црква Светих апостола Вартоломеја и Варнаве (1939) у Раковици
39. Црква Светог Преображења Господњег (1944) у Умци
40. Црква Светог пророка Илије (1960) у Малом Пожаревцу
41. Црква Светог Јована Владимира у Медаковић насељу
42. Црква Светог апостола и јеванђелиста Луке (1965) у Крњачи
43. Црква Рођења Светог Јована Крститеља (1971) на Централном гробљу
44. Црква Сабора српских светитеља (1988) на Карабурми
45. Црква Свете Тројице у Сремчици
46. Црква Рођења Светог Јована Крститеља на Лабудовом брду
47. Црква Светог Василија Острошког на Новом Београду
48. Црква Светог Василија Острошког на Бањици
49. Црква Светог Преображења Господњег на Видиковцу[53]
50. Црква Светих Преподобномученика ђакона Авакума и игумана Пајсија на Алтини
51. Црква Светог Георгија у Лештанима
52. Црква Вазнесења Господњег у Болечу

- Саборна црква
- Храм Светог Саве
- Капела Свете Петке
- Црква Светог Марка